# تيموثي بورنس (سياسي)
تيموثي بورنس (بالإنجليزية: Timothy Burns)‏ هو محامي وسياسي أمريكي، ولد في 1 أبريل 1957. حزبياً، نشط في الحزب الجمهوري. وقد انتخب عضو مجلس نواب لويزيانا.